# كاتلين هيل
كاتلين هيل (بالإنجليزية: Caitlin Hale)‏ هي ممثلة أمريكية، ولدت في 19 فبراير 1991 في الولايات المتحدة.

## أعمال

### أفلام
- (2003) مدرسة الروك[3]

## وصلات خارجية
- كاتلين هيل على موقع IMDb (الإنجليزية)
- كاتلين هيل على موقع قاعدة بيانات الفيلم (الإنجليزية)